# Henri Moll
Pour les articles homonymes, voir Moll.
Alexandre Marie Frédéric Henry Moll dit Henri Moll, né le 17 mars 1871 à Saulx- de-Vesoul (Haute-Saône) et tombé au champ d'honneur le 9 novembre 1910 au Tchad au cours du combat de Doroté, était un officier et explorateur français.

## Biographie
Né quelques semaines avant la signature du traité de Francfort qui consacrait la défaite de la France face à l'Empire allemand naissant et donnait la Moselle et l'Alsace à l'Empire allemand, le jeune alsacien entre à Saint-Cyr en 1889 et rejoint ensuite les troupes de marine.
Après un premier séjour de trois ans en Indochine, où il sert dans les tirailleurs tonkinois, il est reçu à l'École supérieure de guerre et est breveté d'état-major en 1898.
L'année suivante, le capitaine Moll rejoint l'Afrique. D'abord chef de poste, puis officier de tirailleurs sénégalais, il est chargé de missions importantes : délimitation des frontières entre le Soudan français et le Nigeria anglais (1903), puis entre le Congo français et le Cameroun allemand (1905-1906). Le succès de ces opérations lui vaut la Légion d'honneur en 1903 à l'âge de 32 ans puis de devenir le plus jeune chef de bataillon de l'armée française en 1904.
De 1905 à 1906, il explore les confins du Cameroun et du Congo jusqu'aux abords du Tchad puis, promu lieutenant-colonel en 1908, est appelé à commander les forces françaises stationnées dans ce dernier territoire. 
Il périt le 9 novembre 1910 au combat de Doroté lors d'une expédition contre Doudmourrah, sultan du royaume du Ouaddaï, et les Masalit, destinée à venger le désastre subi par la colonne Fiegenschuh. Il était âgé de 38 ans.
Sa mort prématurée émeut l'opinion française et de nombreuses communes lui rendent hommage en donnant son nom à une rue ou une place.

## Sources
- Dossier de Légion d'honneur du colonel Moll.
- Jean Malaval, Essai de chronologie tchadienne (1707-1940), Éditions du CNRS, Paris, 1974.
- Jean Chapelle, Le peuple tchadien : ses racines, sa vie quotidienne et ses combats, Paris, Harmattan Agence de coopération culturelle et technique, 1980, 303 p. (ISBN 978-2-858-02728-6, OCLC 315867355, lire en ligne)